# Beskowska resestipendiet
Beskowska resestipendiet utdelas vartannat år av Svenska Akademien. 
Prissumman är på 70 000 kronor (2014) och utgår ur donationsmedel efter Bernhard von Beskow, Svenska Akademiens ständige sekreterare 1834–1868, och hans maka, till förmån för vitterhetsidkare.

## Mottagare
- 1966 – Ingrid Arvidsson
- 1968 – Einar Malm
- 1970 – Sven Barthel
- 1972 – Carl-Göran Ekerwald
- 1974 – Axel Liffner
- 1976 – Carl-Erik af Geijerstam
- 1978 – Ulla-Lena Lundberg
- 1980 – Carl Magnus von Seth
- 1982 – Björn Runeborg
- 1984 – Ove Allansson
- 1986 – Staffan Söderblom
- 1988 – Elisabeth Rynell
- 1990 – Ole Söderström
- 1992 – Sivar Arnér
- 1994 – Rolf Aggestam
- 1996 – Lütfi Özkök
- 1998 – Maarja Talgre
- 2000 – Heidi von Born
- 2002 – Lars Jakobson
- 2004 – Carl-Johan Malmberg
- 2006 – Erik Bergqvist
- 2008 – Lotta Lotass
- 2010 – Niclas Lundkvist
- 2012 – Peter Kihlgård
- 2014 – Fredrik Sjöberg
- 2016 – Jörgen Lind
- 2018 – Eva Hemmungs Wirtén
- 2020 – Josefin Holmström[1]
- 2022 – Ildikó Márky[2]
- 2024 – Linus Gårdfeldt[3]